# Blue Angel
Blue Angel — американская ретро-рокабилли группа, существовавшая в 1978-1982 годах. Солисткой коллектива была Синди Лаупер. Помимо неё, в состав группы входили Джон Тьюри (клавишные и саксофон), Артур Нильсон (гитара), Ли Бровитц (бас-гитара) и Джонни Морелли (ударные). Авторами большей части песен были Синди и Джон. Кроме того, группа исполняла кавер-версии композиций 60-х, например I'm Gonna Be Strong Барри Манна и Синтии Уэйл. Blue Angel были популярны в нью-йоркских клубах.
В 1987 году группа воссоединилась на непродолжительное время. Синди провела с ними один концерт. После этого группа распалась окончательно.

## Дискография
Единственный альбом, названный по имени группы, вышел в 1980 году. В США он не пользовался особой популярностью, несмотря на хорошие отзывы критиков. Тем не менее, в Европе альбом стал немного более успешным. Сингл I'm Gonna Be Strong попал в хит-парад Нидерландов. Maybe He'll Know, ещё одна песня с альбома, была включена в 1986 году во второй сольный альбом Синди True Colors.
В 1980 году Blue Angel записали второй альбом, который никогда не увидел свет из-за кадровых перестановок в звукозаписывающей компании Polydor Records. Более того, новое руководство расторгло контракт с группой. Коллектив продолжал выступать в Нью-Йорке до 1982 года, когда они выступили с прощальным концертом в Студии 54.
Альбом Blue Angel был переиздан в 1984 году после успеха дебютной работы Синди She's So Unusual, а также в 2005 году.